# Le Bourg-Saint-Léonard
Le Bourg-Saint-Léonard est une ancienne commune française, située dans le département de l'Orne en région Normandie, peuplée de 392 habitants (les Bourgeois), devenue le 1er janvier 2017 une commune déléguée au sein de la commune nouvelle de Gouffern en Auge.

## Géographie
La commune est aux confins du pays d'Auge et de la plaine d'Argentan. Son bourg est à 7 km à l'ouest d'Exmes, à 11 km à l'est d'Argentan, à 12 km au sud-est de Trun et à 20 km au nord de Sées.
| Aubry-en-Exmes                    | Fel                    | Fel             |
| Aubry-en-Exmes, Silly-en-Gouffern | du Bourg-Saint-Léonard | Villebadin      |
| Silly-en-Gouffern                 | Silly-en-Gouffern      | Le Pin-au-Haras |

## Toponymie
Sancto Leonardo en 1121, Sancti Leonardi en 1128.
Cette paroisse semble avoir été désignée au  XVe siècle par la simple dénomination de « Bourg » ( Burgum ) . Cette appellation encore officielle en 1790 et 1808 a été complétée par l'ancien nom de la paroisse en 1831
Le substantif français bourg est issu du bas latin burgus, « fortin, bourg », lui-même issu du germanique burg, « fortification, forteresse ». Selon René Lepelley, c'est cette origine germanique qu'il faut attribuer au toponymes Bourg normands.  Saint-Léonard fait en général en Normandie référence à Léodowald, évêque d'Avranches à la fin du VIe siècle.

## Histoire

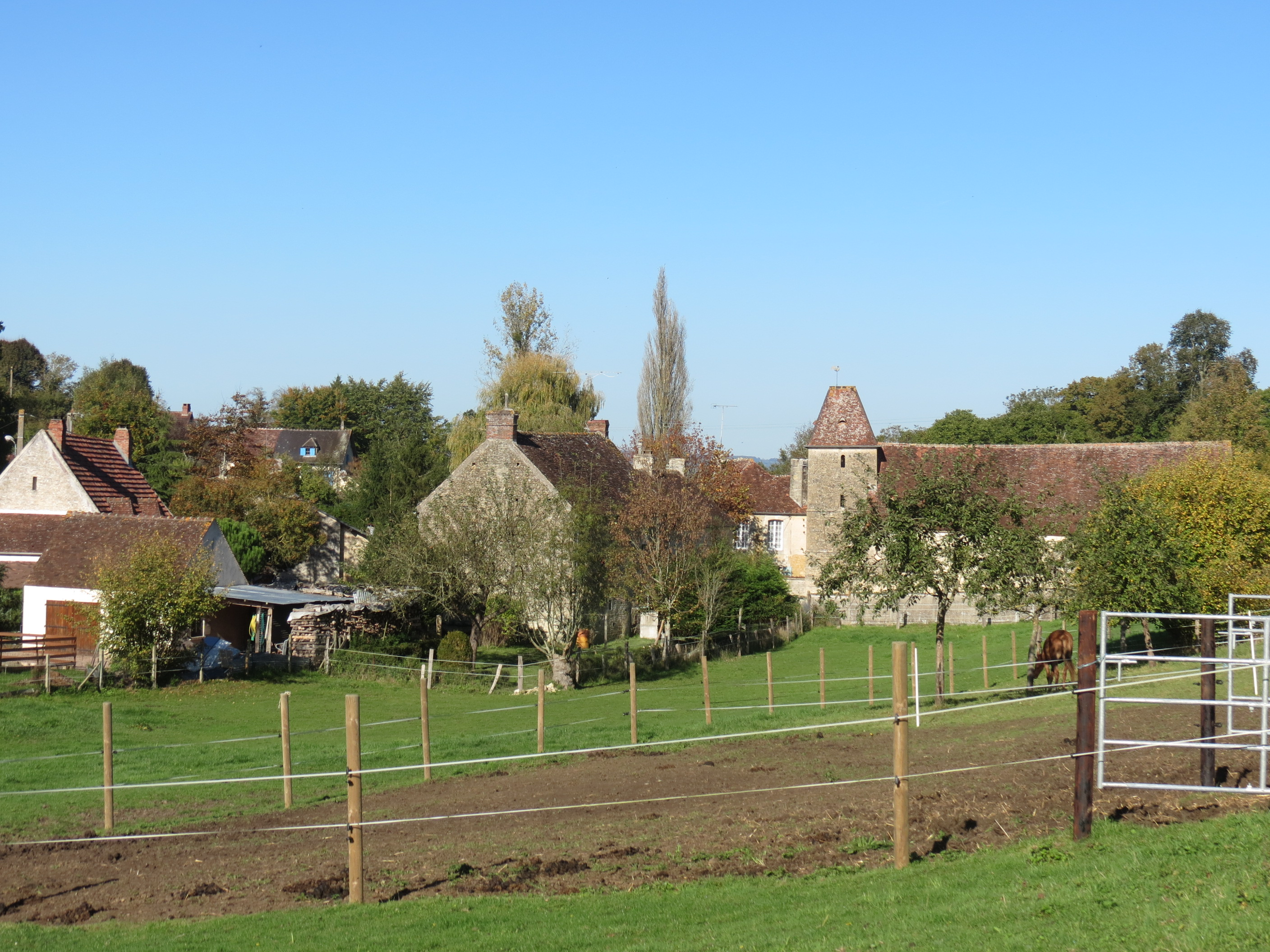
Vue du bourg de Fougy, intégré à la commune en 1821.

En 1821, Le Bourg-Saint-Léonard (394 habitants) absorbe Fougy (247 habitants), au nord de son territoire.

## Politique et administration
| Période                                  | Période              | Identité                 | Étiquette | Qualité               |
| ---------------------------------------- | -------------------- | ------------------------ | --------- | --------------------- |
| Les données manquantes sont à compléter. |                      |                          |           |                       |
| mars 1919                                | mars 1942            | Jean-Marie Lavalou       |           | Fromager              |
| Les données manquantes sont à compléter. |                      |                          |           |                       |
| ?                                        | mars 1965            | M. Lavalou               |           |                       |
| mars 1965                                | octobre 1973 (décès) | Edgar Békian (1899-1973) |           | Médecin               |
| 1973                                     | avril 1979 (décès)   | Roger Désiré             |           | Cultivateur retraité  |
| ca. 1985                                 |                      | M. Thomas                |           |                       |
| mars 1989                                | mars 2001            | Jean-Paul Dutertry       |           | Imprimeur             |
| mars 2001                                | décembre 2016        | Alain Brière             | SE        | Retraité de la marine |

Le conseil municipal était composé de onze membres dont le maire et deux adjoints.

## Démographie
L'évolution du nombre d'habitants est connue à travers les recensements de la population effectués dans la commune depuis 1793. À partir du 1er janvier 2009, les populations légales des communes sont publiées annuellement dans le cadre d'un recensement qui repose désormais sur une collecte d'information annuelle, concernant successivement tous les territoires communaux au cours d'une période de cinq ans. 
Pour les communes de moins de 10 000 habitants, une enquête de recensement portant sur toute la population est réalisée tous les cinq ans, les populations légales des années intermédiaires étant quant à elles estimées par interpolation ou extrapolation. Pour la commune, le premier recensement exhaustif entrant dans le cadre du nouveau dispositif a été réalisé en 2007,.
En 2021, la commune comptait 392 habitants, en évolution de −4,85 % par rapport à 2015 (Orne : −1,53 %, France hors Mayotte : +2,49 %).Le Bourg-Saint-Léonard a compté jusqu'à 702 habitants en 1836. Au recensement de 2010, la commune est la plus peuplée du canton d'Exmes.
| 1793 | 1800 | 1806 | 1821 | 1836 | 1841 | 1846 | 1851 | 1856 |
| ---- | ---- | ---- | ---- | ---- | ---- | ---- | ---- | ---- |
| 450  | 397  | 418  | 394  | 702  | 652  | 623  | 626  | 602  |

| 1861 | 1866 | 1872 | 1876 | 1881 | 1886 | 1891 | 1896 | 1901 |
| ---- | ---- | ---- | ---- | ---- | ---- | ---- | ---- | ---- |
| 581  | 601  | 535  | 550  | 510  | 516  | 517  | 565  | 533  |

| 1906 | 1911 | 1921 | 1926 | 1931 | 1936 | 1946 | 1954 | 1962 |
| ---- | ---- | ---- | ---- | ---- | ---- | ---- | ---- | ---- |
| 540  | 507  | 439  | 460  | 443  | 417  | 452  | 454  | 479  |

| 1968 | 1975 | 1982 | 1990 | 1999 | 2007 | 2011 | 2016 | 2020 |
| ---- | ---- | ---- | ---- | ---- | ---- | ---- | ---- | ---- |
| 445  | 411  | 372  | 392  | 382  | 429  | 431  | 402  | 394  |

## Lieux et monuments
- L'église Saint-Gilles de Fougy (XIIe siècle) fait l'objet d'une inscription au titre des monuments historiques depuis le 15 juillet 1971[13]. Une statue de saint Gilles du XVIe siècle est classée à titre d'objet[14].
- Château du Bourg-Saint-Léonard du XVIIIe siècle classé au titre des monuments historiques depuis le 25 février 1942[15]. Il abrite de très nombreuses œuvres classées à titre d'objets[16].
- Église Saint-Léonard.

## Personnalités liées à la commune
- Jules-David Cromot du Bourg (1725-1786), baron du Bourg, y fait construire le château du Bourg-Saint-Léonard.
- Maxime de Cromot du Bourg (1756-1836), fils du précédent, militaire français, y est mort.
- Anne David Sophie Cromot de Fougy (1760-1845), frère du précédent, y est inhumé, ainsi que son épouse Marie Sophie (1767-1846).
- Louis-Marie de Vassy (1749-1832), homme politique, député de la noblesse aux états généraux de 1789, y est né.